# 格林·丹尼爾
格林·埃德蒙·丹尼尔（英語：Glyn Edmund Daniel，1914年4月23日—1986年12月13日）是威尔士科学家和考古学家，曾在剑桥大学任教，专注于欧洲新石器时代的研究，他還是英国国家学术院院士和大不列颠与爱尔兰皇家人类学学会会士。从1958年至1985年，他担任学术期刊《古物》（Antiquity）的主編。除了通过广播和电视推广考古学和古代学研究，他还參與編輯通俗考古學研究著作。此外，他以笔名迪尔温·里斯（Dilwyn Rees）创作并出版了几本推理小说。

## 外部鏈接
- "Antiquaries in Wales", Amgueddfa Cymru – National Museum Wales